# ياسين الخروبي
ياسين الخروبي (بالفرنسية: Yassine El Kharroubi)‏ هو لاعب كرة قدم مغربي من مواليد 14 أكتوبر سنة 1993 بمدينة درو بفرنسا، يشغل مركز حارس مرمى بنادي الوداد الرياضي 

## روابط خارجية
- ياسين الخروبي على موقع قاعدة بيانات كرة القدم.إي يو (الإنجليزية)
- ياسين الخروبي على موقع ناشيونال فوتبول تيمز (الإنجليزية)
- ياسين الخروبي على موقع Soccerway.com (الإنجليزية)